# Shangri-La Toronto
Shangri-La Toronto es una torre que alberga un hotel y residencias en el centro de Toronto, Canadá. Fue diseñada por el arquitecto James Cheng y fue construida por Westbank Projects Corp. Este es el mismo equipo que fue responsable de construir el Living Shangri-La, de 201 metros de altura, edificio más alto de Vancouver, así como otras estructuras en dicha ciudad. Shangri-La Toronto tiene 214 metros de altura, y es uno de los diez edificios más altos de Toronto. El hotel es gestionado por Shangri-La Hotels and Resorts y tiene 220 habitaciones. La parte residencial ocupa las plantas superiores del edificio y consta de 353 unidades. La excavación del lugar comenzó en 2008, y el trabajo en el aparcamiento comenzó en 2009.

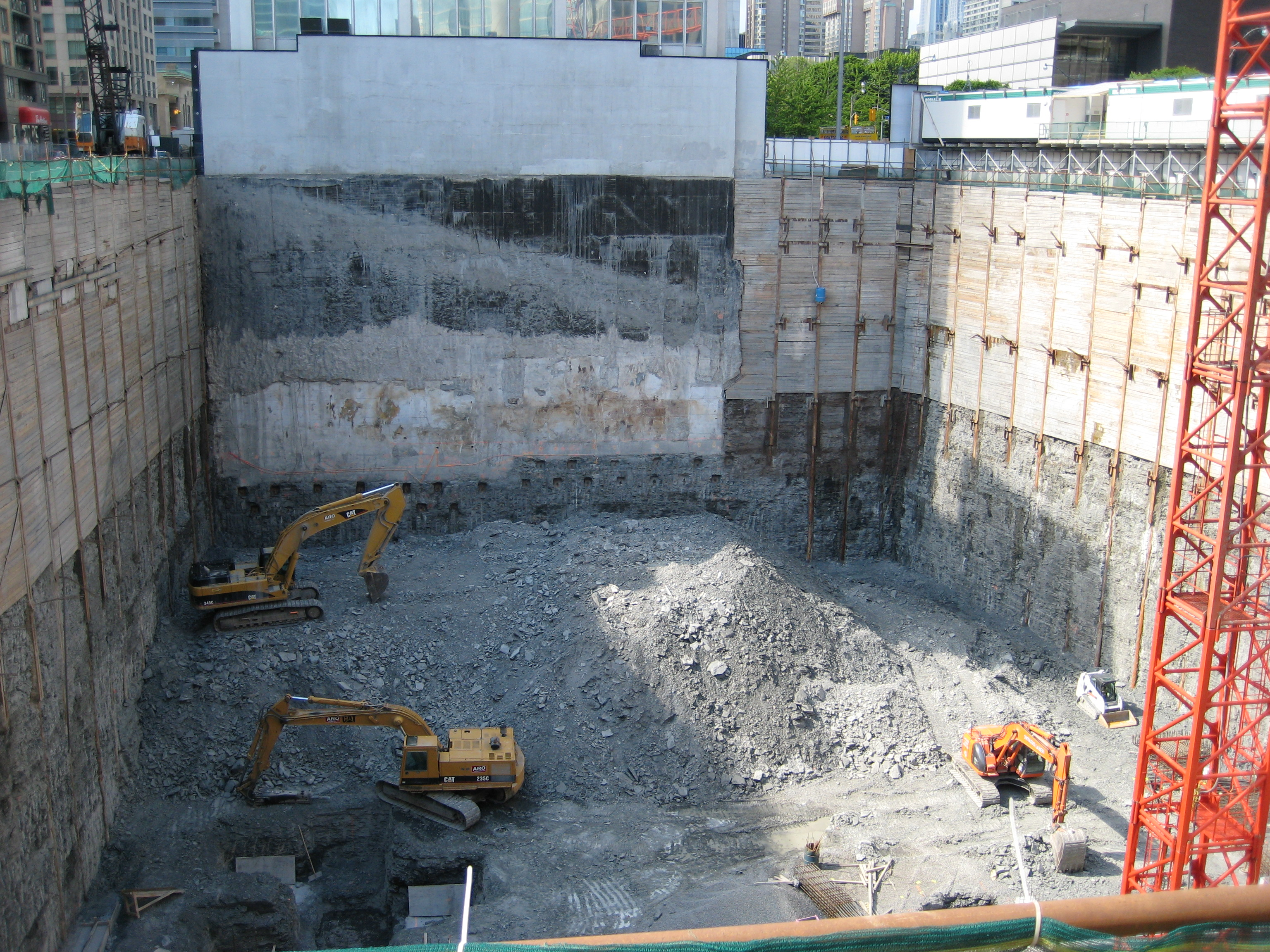
La excavación de Shangri-La fue una de las más profundas en la historia de Toronto

El Toronto Shangri-La está situado en University Avenue y Adelaide Street, en una zona justo al oeste del Distrito Financiero que ha visto un rápido crecimiento en años recientes. El lugar albergó previamente un número de estructuras más pequeñas, la más notable de las cuales es la histórica Bishop's Block. La Bishop's Block fue construida en la década de 1830 por John Bishop, que construyó una serie de casas adosadas georgianas en el lugar y lo desarrolló como un distrito residencial de gama alta. Uno de los primeros residentes fue la autora Anna Brownell Jameson.
La mayor parte de los edificios fueron derribados con el tiempo y sustituidos con un gran aparcamiento de coches. La única excepción fue una estructura que sirvió como uno de los primeros hoteles de la ciudad y después como un pub durante muchas décadas. También fue abandonado durante varias décadas, pero como era una estructura de patrimonio no fue derribado. Este edificio fue desmontado para la construcción de Shangri-La, pero los promotores prometieron reconstruir y restaurar Bishop's Block como parte del proyecto. Antes de la excavación, el lugar fue objeto de varios meses de exploraciones arqueológicas, y se encontraron muchos artefactos de la historia temprana de la ciudad. Shangri-La fue la segunda excavación para un edificio más profunda de la historia de Canadá con 31 m, con solo la de Scotia Plaza superándola. Esto se hizo para crear un aparcamiento de coches subterráneo de 8 plantas.